# Maren Berg
Maren Berg, født Johannesdatter Bertelsen (20. april 1836 på Egeland, Øster Starup - 2. maj 1906 på Frederiksberg) var en dansk bladudgiver.

## Opvækst
Maren blev født den 20. april 1836 på gården Egeland i Starup ved Kolding. Hun var datter af Mette Marie Holgersdatter og Johan Vilhelm Bertelsen, som var gårdmand og Sognefogedsognefoged. I søsterens Johanne Nutzhorns nekrolog beskrives det, at faderen gav dem en god opdragelse og, at hjemmet var påvirket af de grundtvigske tanker.

## Ungdom og ægteskab
Første gang Maren Berg mødte Christen Berg var sandsynligvis, da han blev ansat som skolelærer på nabogården Skovgård i november 1851. Datteren Nanna Kristensen-Randers har berettet, at forældrene havde lært hinanden at kende, da Christen Berg var lærer på Borgerskolen i Kolding. Christen Berg kom tit på besøg hos præsten Bojsen i Vilstrup, hvor Maren Berg sammen med sin søster Karen var i huset. Bojsen var far til Jutta Bojsen-Møller. Inden ægteskabet med Christen Berg havde Maren også været i huset hos Dines Pontoppidan og Birthe Christine Marie Oxenbøll, forældre til forfatteren Henrik Pontoppidan.
Det blev betragtet som dristigt, at Christen Berg friede til datteren af en storbonde. Men hun vidste, hvad hun ville. Hun var en sluttet karakter, der så, hvilke kræfter der gemte sig i hendes bejler. Og det viste sig jo snart, at det ikke var noget dårligt parti. Beretningen om Maren og Christen Berg blev fortalt på Frederiksborg Højskole, dagen efter, at Maren Berg var død i 1906. Marens forældre sendte Maren til fasteren Mette Bertelsen på Landerupgård, for at hun skulle få Maren fra den idé. "For sådan en smule skolelærer var ikke et passende parti for en storbondes datter".
På Landerupgård fik Christen Berg dog lov til at besøge Maren, da fasteren havde forstået, at det ikke kun var et ungpigesværmeri. Det var åbenbart Mette Bertelsen, der bestemte i familien, hun meddelte Marens far, at de skulle have lov til at gifte sig. Maren Berg har også selv vidst, hvad hun ville. I Bergtrup bog om Christen Berg beskrives hun som "en lille, tætsluttet, dygtig personlighed, der selv turde vælge sin fremtids vej". Den 23. maj 1861 blev Maren Johansdatter/Bertelsen til Maren Berg.

### Tiden på Bogø
Efter kort tid som ægtepar i Kolding, fik Christen Berg ansættelse som førstelærer og kirkesanger på Bogø i efteråret 1861, hvor parret fik syv børn. Den ældste datter Helga født i 1862 døde året efter. I 1865 var Christen Berg blevet opstillet i Kolding og året efter kom han i Folketinget. Han har derfor af gode grunde nok har været en del væk fra Bogø, og det har været Maren Berg, der har haft hovedansvaret for den voksende børneflok: Tyra, Nanna, Ejnar, Sigurd, Viggo og Hjalmar født i hhv. 1863, 1864,1866, 1868, 1873 og 1874.
Maren Berg var meget respekteret på Bogø. I anledning af 50 års jubilæet i 1916 for Bogø Navigationsskole kan man bl.a i Kolding Folkeblad læse om fru Berg og det gæstfrie hjem, som Maren og Christen Bergs hjem var. Et år havde en deputation med præstefruen i spidsen på Marens Bergs fødselsdag meddelt hende, at de fremover ville tiltale hende fru Berg i stedet for madam, som var skikken dengang. Maren Berg beskrives som en gæstfri værtinde, der bidrog til at skabe, at ægteparret blev centrum på Bogø. Christen Berg blev kaldt “kongen af Bogø”.
Tiden som folketingsmedlem optog alt Christen Bergs tid, han opgav skolearbejdet og familien Berg flyttede i 1874 til Frederiksberg, hvor de fik sønnen Åge i 1875. Drengen døde året efter i Hillerød, da familien var flyttet dertil, hvor parrets to sidste børn, Asta Berg og Randi Berg blev født. Å er i Danmark indført med retskrivningsreformen i 1948, men det har været brugt særligt af folk med en nordisk orientering meget tidligere.

### Christen Berg, fængsel og død
Christen Berg fik under provisorietiden under Estrup et halvt års fængsel i 1886. Mens Christen Berg sad fængslet i arresthuset på Blegdamsvejen i København havde Maren Berg og Christen Berg sølvbryllup. Fængselsdommen vakte store protester, og der blev samlet ind til en folkegave, der bl.a. bestod af 40000 kroner i nymøntede kroner. Folkegaven blev overrakt parret i fængslet. Christen Berg døde i 1891, under fængselsopholdet fik Christen Berg sukkersyge. Kolding Folkeblad udkom ekstraordinært søndag den 6. december 1891 med en særudgave af avisen dedikeret til Christen Berg. I avisen var er bl.a et digt til fru M. Berg.

## Betydning i samtiden
Maren Berg sad i uskiftet bo og var dermed ejer af de Bergske blade efter sin mands død eller bladudgiverske, som er det erhverv, som Maren Berg har i folketællingen fra 1895. Fra den 29. december 1891 til den 21. november 1904 stod der udgivet af M. Berg på forsiden af Kolding Folkeblad. I november 1904 omdannede Maren Berg de Bergske blade til et aktieselskab/interessentskab, der var ejet af hende og børnene.
Også efter Christen Bergs død var Maren Berg tæt på det politiske liv. I 1893 blev der holdt politisk salon, hvor Maren Berg samlede rigsdagsmænd fra Venstre.
I 1895 foreslog Jutta Bojsen-Møller, at der blev oprettet et nationalt råd som bindeled mellem Dansk Kvindesamfund og udlandets kvindeforeninger. Maren Berg var med i den trepersoners gruppe, som skulle overveje dette. Et andet eksempel på, at Maren Berg var involveret i kvindesagen, er at hun i 1897 var involveret i diskussionen om en bygning for kvinder.
I 1908 fik kvinderne valgret til kommunalvalg. I den anledning mindede Jutta Boysen-Møller i en tale, at valgretten var blevet til lov på afdøde Maren Bergs fødselsdag den 20. april, og at det var fortjent, at Maren Bergs fødselsdag blev en mærkedag for kvindesagen. Sønnen Sigurd Berg var indenrigsminister, da kvinderne fik stemmeret til kommunalvalg. I 1905 er der en overskrift med teksten "Ministeriet Maren Berg" i Folkets Avis. Det hentyder muligvis til, at de bergske blade påvirkede stemningen i forhold til det nye ministerium i 1905.

## Død
I 1902 blev en mindesten for Christen Berg indviet i Bovbjerg, hvor Christen Berg stammede fra. Denne begivenhed kunne Maren Berg ikke deltage i, men de forsamlede sendte hende en telegrafisk hilsen. Maren Berg døde i 1906 på Frederiksberg. Hun er bisat fra Sankt Nicolai Kirke, Kolding og begravet på Den gamle Kirkegård i Kolding sammen med sin mand.